# B. Dettmer Reederei
Die B. Dettmer Reederei war in den 70er Jahren die größte in Familienbesitz befindliche Reederei Europas in der Binnenschifffahrt und gehört zur Bremer Dettmer Group. Sie wurde am 1. August 1947 als Nordwestdeutscher Frachtverkehr B. Dettmer & Co., Bremen, von den Brüdern Bernhard und Wilhelm Dettmer gegründet. Durch sie werden Trocken- und flüssige Güter auf den europäischen Wasserstraßen transportiert. Mit einer eigenen Tankschiffflotte, die von ihren Abmessungen speziell auf das westeuropäische Kanalgebiet und den Elbeverkehr ausgerichtet ist, fährt die Reederei etwa Mineralöl oder chemische Güter. Dettmer betreibt mit der Dettmer Technik GmbH ein eigenes „Technik Center“ für die Wartung der Binnenschiffe in Lauenburg. Zur Flotte gehören hauptsächlich Zweihüllenschiffe; sie sind meist 86 Meter lang und tragen in der Regel keine Namen, sondern sind durchnummeriert (Beispiel: Dettmer Tank 126).
Die Flotte umfasst Doppelhüllentanker mit Tragfähigkeiten zwischen 900 und 2000 Tonnen, die hauptsächlich im Mineralölbereich, aber auch für spezielle Einsätze im chemischen Bereich ausgerichtet sind. Die Schiffe der B. Dettmer Reederei fahren ausschließlich mit eigenem Personal und unter deutscher Flagge (Heimatort Bremen).

## Tankschifffahrt

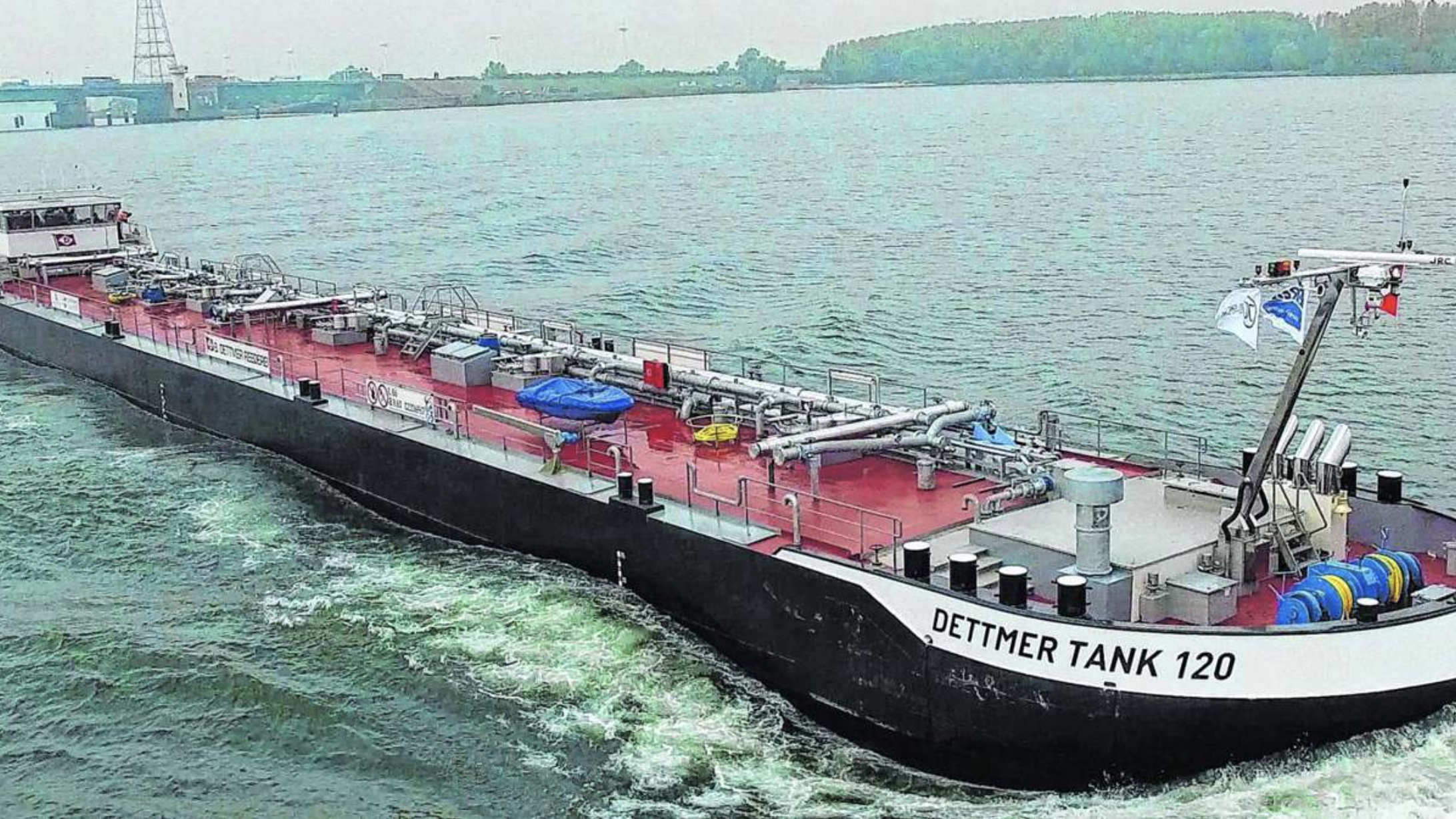
Dettmer Tank 120

Über die Niederlassung in Hamburg wird die gesamte Tankschifffahrt gesteuert. In der Streckenschifffahrt liegen die Schwerpunkte beim Mineralöltransport auf der Elbe, im Hamburger Hafen sowie Stationen im Kanalgebiet, welches auch Transporte von und in den ARA-Raum umfasst. In Verbindung mit dem zur Dettmer Group gehörenden Tanklager in Magdeburg sowie der Dettmer Rail GmbH bietet die B. Dettmer Reederei auch weitergehende Transportlösungen an, etwa Verkehre von und nach Osteuropa.

## Trockenschifffahrt
Mit Binnenschiffen transportiert die B. Dettmer Reederei Massengut, Stückgut, gefährlichen Abfall, Futtermittel und Getreide oder Sondertransporte durch Europa.

## Geschichte der Reederei

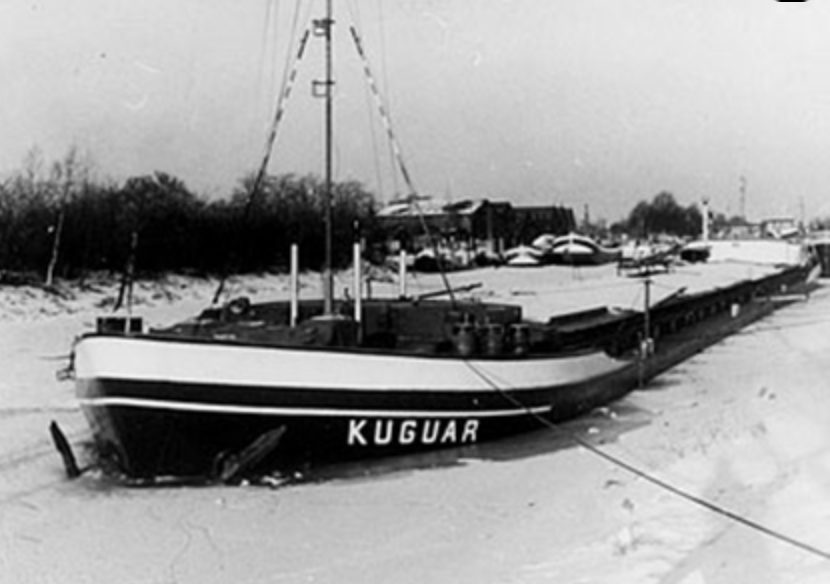
Dettmer-Schiff „Kugar“

Bernhard Dettmer war für eine Reederei in Bremen tätig. Daher hatte er Kenntnisse über die Binnenschifffahrt und den Kurzstreckenseeverkehr. Am 1. August 1947 gründete er zusammen mit seinem Bruder Wilhelm Dettmer sein eigenes Unternehmen, die Nordwestdeutsche Frachtverkehr B. Dettmer und Co. Bremen. Das Unternehmen wurde zunächst als reines Frachtunternehmen gegründet, das die Schiffe privater Reeder be- und entlud. Die Binnenschiffer stellten ihr Schiff, ihre Besatzung und ihr Know-how zur Verfügung, die Frachtgesellschaft kümmerte sich um die Beladung, die finanziellen Transaktionen, die Verträge und die Öffentlichkeitsarbeit. Nachdem das Unternehmen die Gewinnzone erreicht hatte, begannen die Dettmers mit dem Aufbau einer eigenen Flotte. Drei Jahre später ließ die Reederei die ersten eigenen Binnenschiffe Jaguar, Kugar, Panther und Leopard bauen. 1961 kamen Tankschiffe hinzu und damit der Beginn der Tankschifffahrt des Unternehmens auf dem Rhein. 1963 startete die Dettmer Reederei die Tankschifffahrt auf der Elbe und eröffnete eine Niederlassung in Hamburg. 1953 war Dettmer Mitbegründer der Gelsenkirchener Reederei, die kurz darauf in Dettmer eingegliedert wurde. Im Jahr 1963 wurden drei weitere regionale Niederlassungen gegründet: Stuttgarter Reederei, Nürnberger Reederei und Mainzer Reederei. Die Stuttgarter Reederei hatte zwei Stützpunkte in Stuttgart und Duisburg. 1954 verfügte das Unternehmen über zwölf Schiffe und ließ drei weitere Schiffe bauen. In den 1970er Jahren ließ Dettmer allein 30 Tankschiffe bauen, die Benzin ins durch die Mauer abgeteilte West-Berlin brachten.
1979 trat Bernhard Dettmers Sohn, Heiner Dettmer, ins Unternehmen ein. Günter Dettmer, Sohn des Mitbegründers Wilhelm Dettmer, ist ebenfalls Gesellschafter der Reederei.
2012 wurde Julia Dettmer Gesellschafterin der Dettmer Group, zu welcher die B. Dettmer Reederei als Tochterunternehmen gehört.

## Technik Center
Die Technikabteilung der B. Dettmer Reederei betreibt mit der Dettmer Technik GmbH & Co. KG ein eigenes „Technik Center“, das für die Versorgung der Schiffe im Einsatz ist. Zentral angeschlossen an die Elbe, bietet dieser Standort die Voraussetzungen, um die Schadensbearbeitung, die Klassenbetreuung, Projektplanung sowie Inspektionstätigkeiten in eigener Hand durchzuführen.

## Flotte
Die Flotte besteht aus Großraumschiffen, Tankern und Koppelverbänden. Der Schiffspark ist mit Radar, hydraulischen Brücken, Bugstrahlrudern und computergesteuerten Ruderanlagen ausgerüstet. Teilweise erfüllen die Schiffe die Bedingungen der Eisklasse. Ein Neubauprogramm startete zuletzt im Jahr 2017. Die 86 Meter langen Tanker kommen als Kasko aus Serbien und der Aufbau von der Breko-Werft aus den Niederlanden. Eine höhere Effizienz und eine Senkung der Emissionen standen bei dem Neubauprogramm im Vordergrund. Mit einer Tragfähigkeit von 1631 t verfügt das Breko-Design über eine um 10 Prozent gesteigerte Ladungskapazität gegenüber vergleichbar großen Schiffen. Angetrieben werden die Typ-C-Tanker von zwei Tier-III-konformen Volvo-Motoren, die ihre 1100 PS über zwei Wellen direkt auf die beiden Propeller bringen. Rumpf- und Heckform wurden ebenso optimiert wie die Führung der Wellen, die im Achterschiff ebenso wie die Schrauben um 5 Grad nach innen »abknicken«. Dadurch ergibt sich nur ein Propellerstrahl für einen wesentlich effizienteren Vortrieb. Hinzu kommt eine Dreier-Ruderanlage von Van der Velden, bei welcher die äußeren Blätter als Profilruder und das mittlere als sogenannter Fishtail ausgelegt sind, um die Leistungsfähigkeit der Schiffe zu steigern. Eine Vielzahl der Dettmer-Binnenschiffe wird mit dem umweltfreundlicheren Treibstoff GtL (Gas to Liquid) betrieben, der die Emissionen senkt.
Daten der Neubauserie: Länge 86 m, Breite 9,6 m, Eichtonnen 1610 t, Typ-C-II-II-Kessel-Heizschlangen (Selbstheizer), Tankcoating, Selbstreiniger (Butterworth Tank Cleaning Machine).

### BeispielDettmer Tank 140

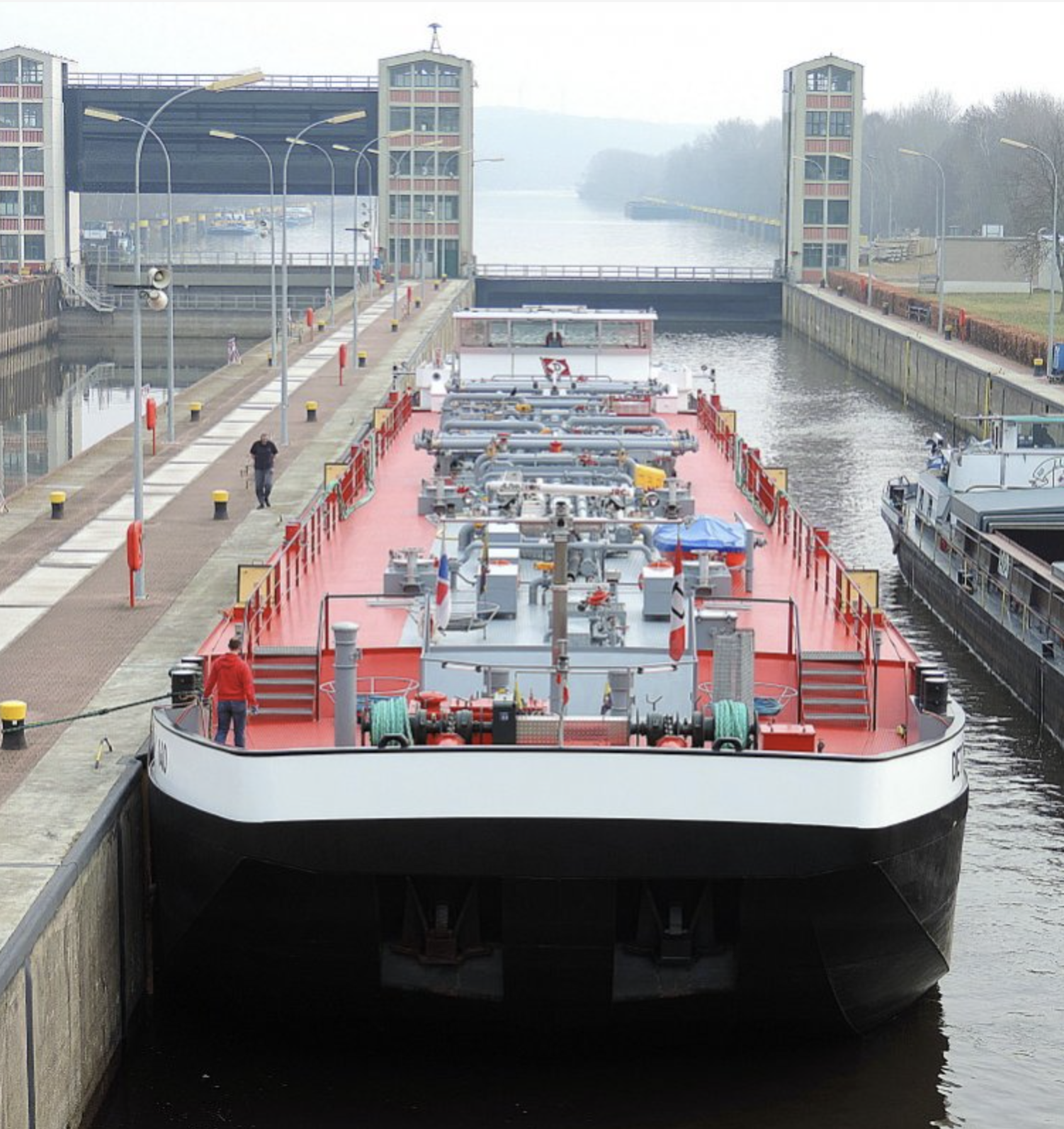
Dettmer Tank 140 in der Schleuse Geesthacht

Das Schiff wurde gemeinsam mit dem Entwicklungszentrum für Schiffstechnik und Transportsysteme e.V. in Duisburg entwickelt. Das Antriebs- und Steuerungssysteme arbeiten redundant, es gibt zwei Autopiloten. Ferndiagnosen und Fehlerbehebungen der MTU-Antriebsmotoren können digital über eine Netzwerkverbindung erfolgen. Das Lade- und Löschsystem wird über ein bordeigenes Computersystem gesteuert. Die Reederei veröffentlichte Teile der Baubeschreibung.

## Historische Flotte
Aufzählung unvollständig.
- Dettmer Tank 1 (4005090), 1985 verschrottet
- Dettmer Tank 3 (Nr. unbekannt)
- Dettmer Tank 5 (4200460), 1986 Umbau zu Frachter Hamburg
- Dettmer Tank 7 (Nr. unbekannt)
- Dettmer Tank 9 (Nr. unbekannt)
- Dettmer Tank 11 (7000???, später 4013850), 1981 Umbau zu Frachter Luchs
- Dettmer Tank 13 (4023460), verschrottet?
- Dettmer Tank 15 (Nr. unbekannt)
- Dettmer Tank 17 (Nr. unbekannt)
- Dettmer Tank 19 (Nr. unbekannt)
- Dettmer Tank 21 (Nr. unbekannt)
- Dettmer Tank 23 (4006690), 1994/95 Erich Wöge sen. (fährt z. Z. in Charter bei Dettmer)
- Dettmer Tank 25 (4006230), 1996 Irene Gerhardt (fährt z. Z. in Charter bei Dettmer)
- Dettmer Tank 27 (4005050), 1994 Elinic
- Dettmer Tank 29 (4004910), 1996 Lara Gerhardt
- Dettmer Tank 31 (4009700), 1994 Piz Boval
- Dettmer Tank 32 (Nr. unbekannt)
- Dettmer Tank 33 (4005120), 1997 Navio
- Dettmer Tank 34 (7000994), ex Robega 12, später umbenannt in RSK Tank 34, 1997 Rachel, 1999 verschrottet
- Dettmer Tank 35 (4005100)
- Dettmer Tank 36 (4009090), 2006 verbaut zu Dettmer Tank 136
- Dettmer Tank 37 (7000915), später umbenannt in RSK Tank 37, 1995 Marena -> Dolfijn -> Excalibur
- Dettmer Tank 38 (4024350) -> Partner
- Dettmer Tank 39 (7000915), später umbenannt in RSK Tank 39, 1995 Progres -> Britanic
- Dettmer Tank 41 (Hansear D.T. 41) (4011500), 1987 Nahe -> Salvia
- Dettmer Tank 42 (Nr. unbekannt) -> Zinnia
- Dettmer Tank 43 (Neukölln D.T. 43) (4014720) -> Lübbecke
- Dettmer Tank 44 (4015020) -> Gert (fährt z. Z. in Charter bei Dettmer)
- Dettmer Tank 45 (Steglitz D.T. 43) (Nr. unbekannt)
- Dettmer Tank 46 (4013070), 2003 verbaut in Dettmer Tank 116 & Dettmer Tank 48
- Dettmer Tank 47 (4012440), fährt noch
- Dettmer Tank 48 (4025150), fährt noch
- Dettmer Tank 49 (4016480), fährt noch
- Dettmer Tank 50 (4017970), fährt noch
- Dettmer Tank 51 (4014550), fährt noch
- Dettmer Tank 52 (4023170), fährt noch
- Dettmer Tank 53 (4017280), fährt noch
- Dettmer Tank 55 (4015030), 1989 Anroba -> Marpa
- Dettmer Tank 57 (4015890), fährt noch
- Dettmer Tank 59 (4014340) -> Frank -> Aura -> Björn
- Dettmer Tank 61 (Spandau D.T. 61) (4012100), fährt noch
- Dettmer Tank 65 (4011450) -> Luka
- Dettmer Tank 68 (Kümo) (Nr. unbekannt)
- Dettmer Tank 69 (Kümo) (IMO-Nr. 8835748) -> Dagmar
- RSK Tank 71 (7000864), später umbenannt in Falke, 1982 Rheintank 5 -> Jarona
- RSK Tank 73 (7000896), 1996 Linge
- RSK Tank 75 (7000863), später umbenannt in Bussard, 1982 EILTank 15, danach Umbau
- RSK Tank 77 (Nr. unbekannt)
- Dettmer Tank 79 (4012090), fährt noch
- Dettmer Tank 81 (4010280), fährt noch
- Dettmer Tank 83 (4015310), fährt noch
- Dettmer Tank 85 (4015290), fährt noch
- Dettmer Tank 87 (4019210), fährt noch
- Dettmer Tank 89, ex Astir 2 (4014110), 2007 Ladjar II in Serbien
- Dettmer Tank 91, ex Roland (4008820), 1993 Piz Bever, 2004 Umbau
- Dettmer Tank 93, ex Astir 1 (4014350) -> Pirna -> Stadt Xanten
- Dettmer Tank 95 (5101460), fährt noch
- Dettmer Tank 106 (Tankleichter) (5112100), fährt noch
- Dettmer Tank 108 (Tankleichter) (5112110), fährt noch
- Dettmer Tank 110 (Tankleichter) (5112120), 2006 Northtank 1
- Dettmer Tank 112 (Tankleichter) (5112130), 2005 Hamburg
- Dettmer Tank 116 (Tankleichter) (5113480), umgebaut zum Tanker (4802310), fährt noch
- Dettmer Schub 124 (Schubboot) (5603870), ex DBR SCH 2424
- Dettmer Tank 136 (4009090), fährt noch
- Andreas Urschlechter (7000895, später 4033150) -> 1986 umbenannt in Dettmer Tank 5 (2), 1996 Verena L Gerhardt (fährt z. Z. in Charter bei Dettmer)
- Bernhard Dettmer (Nr. unbekannt), Neubau 2008
- Jaguar (4006210), 1995 verkauft, fährt noch unter altem Namen, aber nicht mehr bei Dettmer
- Lichterfelde (4012240), 2006 verbaut zu Dettmer Tank 47
- Westend (Nr. unbekannt)
- Fürth, Dettmer KG (1987)
- Panda, Dettmer KG (1987)
- Manguste, Dettmer KG (1987)
- Heinrich Dettmer, B. Dettmer (1977)
- Enny Dettmer, B. Dettmer (1979)
- Stuttgart, B. Dettmer (1980)
- Mannheim, B. Dettmer (1980)
- Roland von Bremen, B. Dettmer (1981)
- Puma, B. Dettmer (1981)
- Luchs, B. Dettmer (unter Verwendung des Hecks von Dettmer Tank 11), 1981
- Hamburg, Dettmer KG (1986)